# Parseval Luftskib 25
Parseval Luftskib 25 (PL 25) var et luftskib af hvad man i dag kalder blimp-typen, bygget af luftskibskonstruktøren August von Parseval i Bitterfeld nord for Leipzig til den tyske Kaiserliche Marine.
PL 25's første ud af 10 testflyvninger omkring Bitterfeld foretoges 25. februar 1915.
Fra 28. marts 1915 var det stationeret på luftskibsbasen i Tønder hvorfra det udførte 60 flyvninger indtil det 15. november 1915 overflyttedes til Fuhlsbüttel i Hamborg.
Med en længde på 112,3 meter var PL 25 det største og sidste luftskib, som Parseval byggede uden indre skelet og ikke-stift skrog (på tysk betegnet Prallluftschiff), og det største af denne type indtil amerikanske Goodyear omkring 30 år senere byggede en serie N-klasse blimps.
I sammenligning med de store zeppelinere var PL 25 dråbeformet med en meget slank bagende og havde kun en enkelt kabine.

## Hændelser
Luftskibet blev brugt på i alt 41 rekognosceringstogter over Nordsøen, 34 træningsture for luftskibspersonel i Tønder og flere gange udførtes eksperimenter med udkastning af selvfremdrevne torpedoer.
- 29. og 30. maj 1915 fortrop til den tyske højsøflåde 50 sømil nord for den hollandsk-frisiske ø Schiermonnikoog
- 9. til 11. august 1915 fortrop til Østersøstyrken, indtil de baltiske øer.

På en af turene skete der det uheld, at en pludselig opstået regnvejrsbyge med voldsom kraft pressede Parseval luftskibet fra 350 meters højde ned på havet, hvorved kabinen dykkede ned i det urolige vand, men allerede ved næste byge kastedes luftskibet op af bølgerne og kunne helt ubeskadiget fortsætte flyvningen.

## Officerer ombord
- 23. marts 1915, kort inden ankomsten til Tønder, var den erfarne hauptmann August Stelling kommandant og hauptmann Kuno Manger 1. officer. Stelling var instruktør og fløj desuden PL 3, PL 6, PL 19, PL 27, L 9 og L 56. Sidstnævnte ødelagdes i 1919 af dens besætning. [1]
- 8. august 1915 blev Kuno Manger kommandant med Oberleutnant zur See (premierløjtnant) Westphal som 1. officer. Manger fratrådte 15. marts 1916 efter 49 flyvninger. Han blev efterfølgende kommandant på L 14, L 41 og L 62, men dræbtes 10. maj 1918 som kommandant på sidstnævnte ved en mystisk eksplosions-ulykke nær Helgoland.

## Ophugning
PL 25 frigjordes 30. marts 1916 fra tjeneste og overførtes til Siemens-hallen i Biesdorf, bydelen Marzahn-Hellersdorf i Østberlin, for at blive ophugget.
Det skal dog fra 1. juli 1916 indtil 1917 være blevet anvendt af hæren som skoleskib, så den endelige ophugning må være blevet udskudt.
I alt foretog luftskibet 95 flyvninger.

## Eksterne links
- Parseval PL 25 - zeppelin-museum.dk
- Luftschiffe in Tondern Arkiveret 14. august 2017 hos  Wayback Machine - zeppelin-museum.dk
- Parseval airship PL 25 Arkiveret 4. marts 2016 hos  Wayback Machine - earlyaeroplanes.com

1. ↑  Die Kommandanten der deutschen Heeresluftschiffe Arkiveret 28. november 2014 hos  Wayback Machine - luftschiffwaffe.de